# 上田鳳陽
上田 鳳陽（うえだ ほうよう、1769年《明和6年 -  1854年1月6日《嘉永6年12月8日》）は、江戸時代中期〜後期の儒学者。国学者。山口大学建学の祖。名は、上田茂右衛門纉明（もうえもんつぐあき）。

## 経歴・人物
1769年（明和6年）、長州藩の下級藩士であった宮崎猪兵衞在政（みやざき いひょうえありまさ）の三男として現在の山口市大内氷上で生まれる。幼少の頃、上田平右衛門清房の養子となり、清房亡き後、跡を継ぐ。幼い頃から学問が好きで山口では文学を学ぶ。1800年（寛政12年）11月、32歳の時、藩校明倫館に入学（当時の学友として山県太華、中村牛荘がいる）。藩費生の待遇を受けると共に3年という規定年数を超えて、修学し、1809年（文化6年）まで儒学・国学を学ぶ。同年11月、修学を終えて萩から山口に帰郷。山口に学問所が無かった事から、藩士の教育を受ける場所として、1815年（文化12年）、47歳の時、学問所として山口講堂（現・山口大学の淵源）を開設。その貢献は藩主に大いに認められ、中級武士に昇格し、研究専念のため儒役に就く。

## 晩年
山口講堂開設後、経営を門人に委ね、明倫館に再入学し、主に大黒屋本と称される書籍を研究。一年程後、山口に戻り、山口講堂を経営。1834年（天保5年）、藩主毛利敬親より自筆の聖号を下賜され、紋章入りの茶地金蘭織の布を与えられる。後に山口講堂に納め、志ある人々に礼拝を許した。1854年1月6日（嘉永6年12月8日）、85歳で他界。
大正4年（1915年）、正五位を追贈された。

## 人柄
読書家であり、特に古文書・古器物に関して造形を深めた。又、情に篤い人柄である。懐かしい友人が訪ねてきた折には、ご馳走等でもてなした。帰りは後ろ姿を見えなくなるまで送り続けたといわれている。

## 鳳陽忌
- 毎年の命日には、「鳳陽忌」と称して、乗福寺にて山口大学学長を始め、理事、鳳陽会の有志が集まり、座禅を組み、山口大学の祖として厳粛に供養を行なっている[7]。また新年の御墓参りを行い、山口大学の更なる飛躍を願い、学長自ら気持ちを新たに一年を迎えている。時期をはかり、御墓の世話等を行なっている[2]。